# Kunstbibliotek
Kunstbiblioteket er et københavnsk, privatejet bibliotek med udlån af kunst, hovedsagelig malerier.
Kunstbiblioteket blev etableret i 1957 af Knud Pedersen. Begyndelsen til Kunstbiblioteket var ”Byens Billede”, som var betegnelsen for staffelier til udstilling af moderne kunst rundt omkring i bybilledet. Dette projekt satte Pedersen i gang i 1952. Man kunne siden låne værkerne i Byens Billede med hjem for en beskeden pris, hvilket blev så efterspurgt, at Pedersen i 1957 etablerede sig med Kunstbiblioteket i hovedskibet i Nikolaj Kirke, som på daværende tidspunkt ikke var i brug.
Idéen bag Kunstbiblioteket var at give den almindelige borger adgang til at se den moderne kunst, hvilket ellers dengang i 1950erne var forbeholdt de mere kunstvante borgere via museer og gallerier. Devisen var ”Kunsten ud til folket”. Alle kunne låne et originalt kunstværk med hjem. Samtidig var det også tanken, at man med Kunstbiblioteket kunne hjælpe unge kunstnere på vej, som havde svært ved at finde en platform eller et udstillingssted for deres værker.
I 1970 var Kunstbiblioteket nødsaget til at flytte ud af Nikolaj Kirke til nærtliggende lokaler i Nikolajgade 22. Kunstbiblioteket eksisterer fortsat på samme adresse og med de samme præmisser, både for lånerne og kunstnerne. Alle kan besøge Kunstbiblioteket og låne et maleri med hjem for en beskeden pris. Kunstbibliotekets Billedbus, som virksomheder kan låne kunst fra, kører i hele landet. De deltagende kunstnere skal have udstillet på en af de statsanerkendte, censurerede udstillinger.
Bortset fra kunstudlejning, var Kunstbiblioteket også involveret i forskellige af Pedersens egne projekter. I 1962 var Kunstbiblioteket vært for den første Fluxus-festival i Denmark, og i de følgende år lagde Nikolaj Kirke regelmæssigt hus til Fluxusbegivenheder. I 1963 stod Kunstbiblioteket for udlejning af jukeboxe med ”særlige programmer” af lydværker og i 1965 for et projekt med kunst på bagsmækkene af Faxes øl- og sodavandsbiler. Også Kunstbiblioteks telefonnummer og telefonsvarer blev regelmæssigt taget i brug til projekter, for eksempel i 1967, da man kunne høre en ugentlig ”nyhedstjeneste” med nyheder om den danske kunstverdens mere eksperimenterende ende.
Anerkendelse for Kunstbibliotekets arbejde med at gøre kunsten lettere tilgængelig for en bredere offentlighed fulgte i 2006, da Pedersen modtog Kunstakademiets N.L. Høyen Medaljen, som gives til mennesker, der har ydet en indsats af høj kvalitet inden for forskning, fortolkning eller formidling af de skønne kunster.